# František Karel Rott
František Karel Rott (24. dubna 1850 Praha-Nové Město – 20. srpna 1917 Královské Vinohrady) byl výrobce žesťových hudebních nástrojů v Praze, pokračovatel firmy Gebrüder Rott založené bratry Rottovými roku 1839 na Malém náměstí – Augustem Jakubem (1815–68, též August Jindřich) a Vincencem Josefem (1813–90), otcem Františka a jeho strýcem, zakladatelem firmy V. J. Rott (1840–1948).

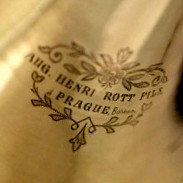
August Henri Rott fils, Prague, Bohemia, na jednom z nástrojů této manufaktury založené Augustem Jakubem 1839/41, z doby jejího rozkvětu koncem jeho života a za života Františka Karla

Františkův otec hudební dílnu a obchod s hudebními nástroji v roce 1840, krátce po založení, převzal a 1840/41 přestěhoval na Královské Vinohrady, kde činnost firmy August Jindřich Rott, pozdější August Jindřich Rott syn / August Henri Rott fils, podstatně rozšířil.
František Karel se vyučil u svého otce (1863/64–1867/68). Po jeho smrti v roce 1868 odešel pracovat k Václavu Františkovi Červenému do Hradce Králové, jak s otcem plánovali.

## August Jindřich Rott a syn
Brzy ale, v roce 1869, se od Černých vrátil do Prahy, aby na přelomu let 1869–1870 převzal otcovu dílnu August Jindřich Rott a syn / August Henri Rott fils, kterou mezi tím vedli spolupracovníci. Tu rozšířil na továrnu, v které zaměstnával kolem čtyř desítek dělníků. Od roku 1876 dodával nástroje mj. pro rakouskou a španělskou armádu a také na Kavkaz.
Vystavoval v zahraničí i doma – Vídeň (1873), Kutná Hora (1886, zlatá medaile), Příbor (1887), Barcelona (1888), v Rotterdamu získal zlatou medaili. Byl oceněn čestnou medailí na Jubilejní výstavě v Praze (1891).
Zúčastnil se též národopisné výstavy (1895) a jubilejní výstavy Společenstva hotovitelů hudebních nástrojů (1935).
Byl též žádaným porotcem – na výstavách v Trieste (1882) a Teplicích (1884).
Byl dlouholetým členem předsednictva Společenstva hotovitelů hudebních nástrojů v Praze.
Vyučil Františka Pelze z Kolína a Jana Votýpku z Benešova.
Firmu vedla po jeho smrti vdova Aloisie (spolu s J. Pokorným). V červnu 1918 ji předala Karlu Svobodovi (1873–19...), který byl u firmy 1895–1903 účetním a pak se u ní, v letech 1903–1907, vyučil nástrojářem.

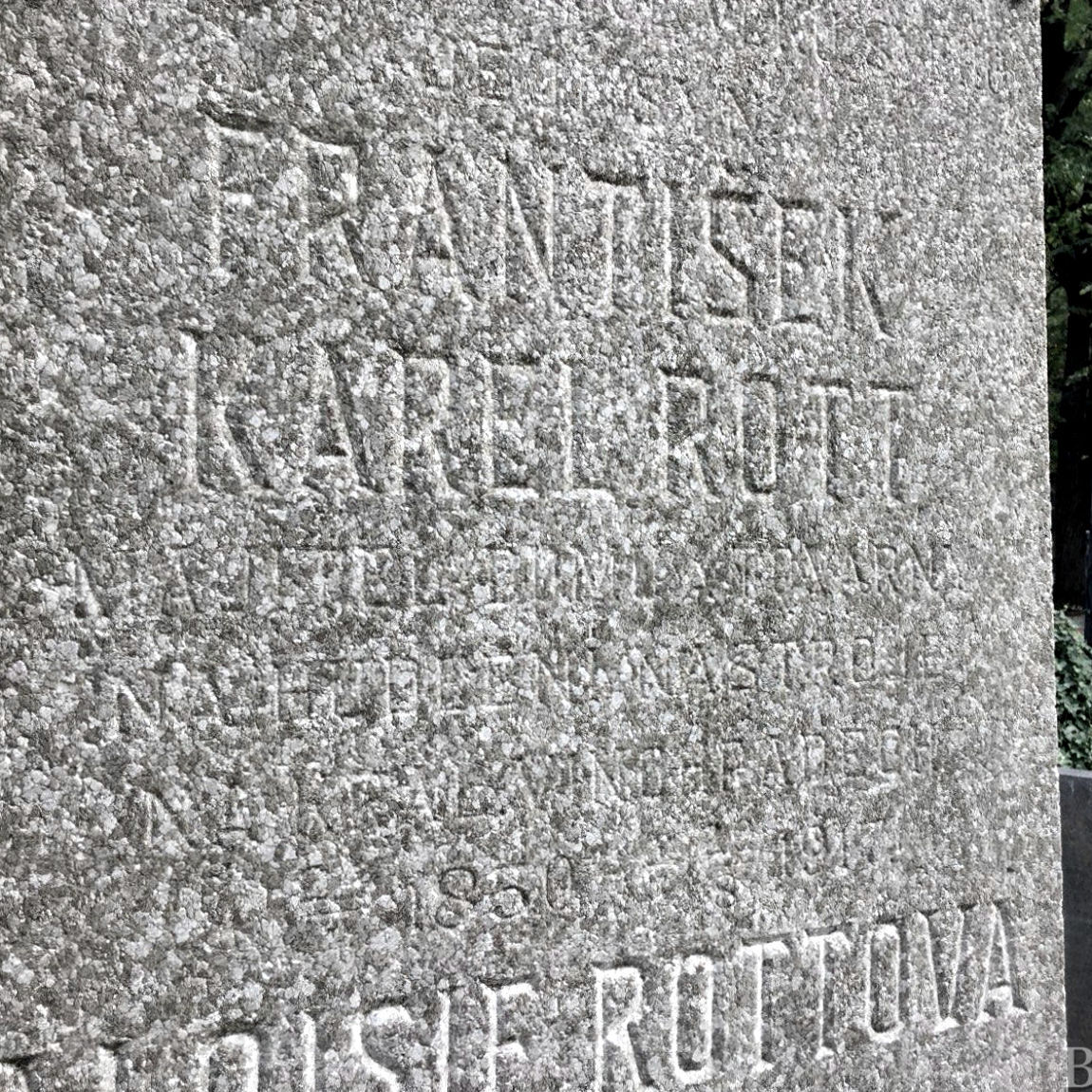
František Karel Rott, *24.4.1850 †20.9.1917, Olšanské hřbitovy – Majitel dílny a továrny na hudební nástroje na Král. Vinohradech
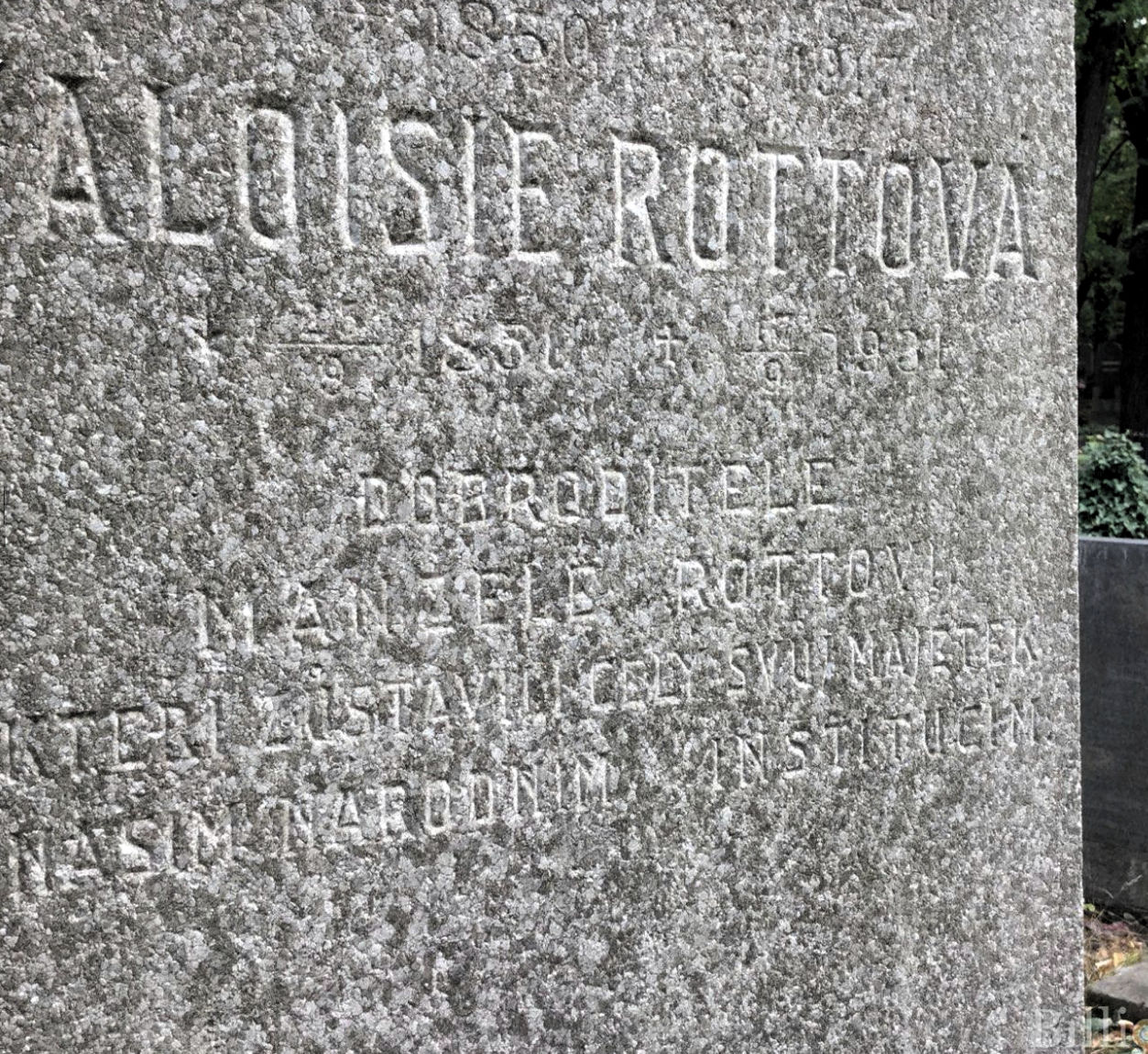
manželka Aloise Rottová, *25.9.1851 †17.9.1931, Olšanské hřbitovy – Dobroditelé manželé Rottovi, kteří zůstavili celý svůj majetek našim národním institucím